# Digital økologi
Begrebet digital økologi refererer til systemudvikleres ønske om at tage hensyn til naturen og et samfunds knappe ressourcer i forbindelse med udviklingen af IT-systemer.
Princippet for digital økologi kan sammenfattes i følgende syv punkter: 
- Genopfind aldrig den dybe tallerken – det er spild af ressourcer.
- Erstat genopfindelse med gennemtestet og velkonsoliderede open-source projekter.
- Nyttiggør eksisterende viden og idéer.
- Brug så vidt mulig digitale medier frem for papirmedier. Papir er en knap ressource og er tilmed ikke søgbart og let distribuerbart som sit digitale modstykke.
- Ressourceminimer, hvor brug af ressourcer er påkrævet.
- Undgå at data administreres og indtastes mere end ét sted.
- Genbrug altid digitale elementer (kode, tekst, data mv.), hvis kvaliteten af slutproduktet ikke bliver dårligere herved.